# 美味しいテレビ9トゥ10
『美味しいテレビ9トゥ10』（おいしいテレビ ナイントゥテン）は、1986年12月10日から1987年3月25日まで日本テレビ系列局で放送されていた日本テレビ製作の情報番組である。放送時間は毎週水曜 21:00 - 21:54 （日本標準時）。
作曲家の三枝成章が司会を務めていた。番組タイトルの「9トゥ10」とは「夜9時から10時の間」を意味する。

## 出演者
- 三枝成章
- 前田武彦
- 木村優子（当時日本テレビアナウンサー）
- 山瀬まみ

| 日本テレビ系列 水曜21:00枠                             | 日本テレビ系列 水曜21:00枠                               | 日本テレビ系列 水曜21:00枠                                                         |
| 前番組                                                 | 番組名                                                   | 次番組                                                                             |
| ------------------------------------------------------ | -------------------------------------------------------- | ---------------------------------------------------------------------------------- |
| ビッグ・ウエンズデー （1986年10月8日 - 1986年12月3日） | 美味しいテレビ9トゥ10 （1986年12月10日 - 1987年3月25日） | 超音速攻撃ヘリ エアーウルフ （1987年4月8日 - 1987年11月11日） ※日曜22:30枠から移動 |

| スタブアイコン | サブスタブ | この項目は、まだ閲覧者の調べものの参照としては役立たない、テレビ番組に関連した書きかけの項目です。この項目を加筆・訂正などしてくださる協力者を求めています（P:テレビ/PJ:放送または配信の番組）。 |